# Leskea lucens
Leskea lucens là một loài Rêu trong họ Leskeaceae. Loài này được (Hedw.) Lam. & DC. mô tả khoa học đầu tiên năm 1805.